# صندوق اوراق قرضه
صندوق اوراق قرضه، (به انگلیسی: bond fund) یک طرح سرمایه‌گذاری جمعی متشکل از اوراق قرضه یا سایر اوراق بهادار است، که استفاده می‌گردند، تا پول سرمایه‌گذاران را مشمول رشد نمایند. صندوق اوراق قرضه مخاطره آمیزتر از  صندوق‌های سهام و  صندوق‌های سرمایه‌گذاری بازار پول می‌باشند و در بیشتر مواقع، کنار سهام در پرتفوی‌ها قرار می‌گیرند، تا امر متنوع‌سازی را تکمیل نمایند.
صندوق‌های سرمایه‌گذاری بازار پول و اوراق قرضه به طور نمونه بازدهی تنها معادل یک تا دو درصد بالای نرخ تورم ایجاد می‌کنند، در حالی که صندوق‌های سهام، در همان مدت زمان، بازده بیشتری به بار می‌آورند.